# Marktbreit
Marktbreit är en stad i Landkreis Kitzingen i Regierungsbezirk Unterfranken i förbundslandet Bayern i Tyskland.
Staden ingår i kommunalförbundet Marktbreit tillsammans med staden Marktsteft, köpingarna Obernbreit och Seinsheim och kommunerna Martinsheim och Segnitz.